# Aalgrondels
Aalgrondels (Pholidichthyidae) zijn een familie van straalvinnige vissen uit de orde van Baarsachtigen (Perciformes).

## Geslacht
- Pholidichthys Bleeker, 1856